# Frederik Belinfante
Frederik Jozef Belinfante (La Haya, 6 de enero de 1913-Gresham, 5 de junio de 1991) fue un físico neerlandés-estadounidense. Se desempeñó como profesor en la Universidad Purdue. Fue un defensor de la interpretación de las variables ocultas de la mecánica cuántica.

## Biografía
Nació en La Haya y fue estudiante de Hendrik Anthony Kramers en la Universidad de Leiden. Su tesis doctoral, publicada en 1939, se llama Teoría de los cuantos pesados. Emigró a Vancouver en 1946 y se convirtió en profesor asociado en la Universidad de Columbia Británica. Dos años más tarde, en 1948, se mudó a Estados Unidos y se convirtió en profesor en Purdue. Allí estudió teoría cuántica y cosmología.
Mientras escribía su tesis doctoral, fue coautor de un artículo con Wolfgang Pauli llamado 'Sobre el comportamiento estadístico de partículas elementales conocidas y desconocidas'. Junto con Léon Rosenfeld, derivó el tensor de energía-estrés de Belinfante-Rosenfeld.
Sus obras incluyen Medición y inversión del tiempo en la teoría cuántica objetiva (1975) y Estudio de teorías de variables ocultas (1973), ambas parte de la serie Monografías de filosofía natural.

### Vida personal
Era un ávido filatelista con una gran colección de sellos neerlandeses. Fue colaborador de artículos sobre la filatelia neerlandesa en la revista de la Sociedad Estadounidense de Filatelia Neerlandesa.